# Partitio terrarum imperii Romaniae
Partitio terrarum imperii Romaniae (дослівно з латини — «Розділ земель Римської імперії» ), або Partitio regni Graeci  («Розділ царства греків») — договір 1204 року, підписаний між хрестоносцями Четвертого хрестового походу після захоплення Константинополя. Венеційська республіка була найбільшим титульним бенефіціаром. Після падіння Константинополя, місцева грецька знать заснувала на уламках Візантійської імперії ряд держав-наступниць (Нікейська імперія, Трапезундська імперія та Епірський деспотат), тож фактично хрестоносці поширили свою владу лише на незначну частину імперії навколо самого Константинополя та балканського узбережжя Егейського моря, через що більша частина оголошеного хрестоносцями поділу ніколи не була реалізована. Заснована згідно умов договору Латинська імперія проіснувала до 1261, коли грецька Нікейська імперія відвоювала Константинополь і відновила Візантію. Різні держави хрестоносців на півдні Греції та Егейському архіпелазі проіснували набагато довше, поки не були завойовані візантійцями та османами у XIV та XV століттях.

## Передумови
У березні 1204 року, незадовго до захоплення Константинополя, хрестоносці наперед домовилися про майбутній розділ візантійських територій між собою. Цей текст, укладений між головними очільниками хрестового походу, дожем Венеції Енріко Дандоло, маркізом Боніфацієм Монферратським, графом Балдуїном Фландрським та графом Людовіком I Блуаським, зберігся серед листів папи Інокентія III. Відповідно до положень угоди, після завоювання Константинополя, на території Візантіїйської імперії буде утворена Латинська імперія, в якій за венеційцями збережуться давні привілеї, даровані їм візантійськими імператорами, а спільний комітет з рівної кількості венеційців і решти хрестоносців, обере імператора нової імперії. Латинський імператор отримає чверть усіх територій, а також плаци Влахерн та Буколеон в Константинополі. Решту три чверті візантійських територій розділять порівну між Венецією та іншими хрестоносцями. 9 травня латинським імператором було обрано Балдуїна Фландрського, хоча формальним лідером хрестового походу був Боніфацій Монферратський. За словами хрестоносця і літописця Жоффруа де Віллардуена, за попередньою угодою Боніфацій мав отримати території, що лежать за Босфором і Мармуровим морем «у бік Туреччини», а також «Грецький острів». Однак, щоб заспокоїти Боніфація, Болдуїн погодився натомість передати йому Фессалонікійське королівство.
Оприлюднена наприкінці вересня — на початку жовтня 1204 р. (на думку В. Хейда, Діонісія Закітіноса та А. Каріле) або (за Ніколаосом Ікономідесом) відразу після пограбування у квітні-травні 1204 р. угода  була складена комітетом з 24 осіб, що складається з 12 венеційців та 12 лідерів хрестоносців . Венеційці відіграли важливу роль у розробці угоди, оскільки вони знали місцевість з перших рук, і багато положень остаточного тексту можна простежити до імператорського подарованого Венеції в 1198 імператором Олексієм III Ангелом хрисовула . Це дало латинському імператору прямий контроль над однією чвертю колишньої візантійської території, Венеції — три восьми, включаючи три восьми міста Константинополя з собором Святої Софії, а три восьми, що залишилися, були розподілені між іншими вождями хрестоносців. В результаті Венеція стала головною силою в Латинській Романії, а венеційський дож став носити титул Dominator quartae et dimidiae partis totius Romaniae («Владика чверті з половиною всієї Романії»).
Договір зберігся в ряді рукописів, всі з яких походять з Венеції: Liber Albus (fols. 34ff.), Liber Pactorum (Vol. I, fols. 246ff. and Vol. II, fols. 261ff.), Muratorii codices Ambrosiani I і II  . Перше критичне видання договору опубліковано у збірнику Венеційських дипломатичних документів, складеному Готлібом Тафелем та Георгом Томасом для Імператорської академії наук у Відні в 1856 р., а А. Карил опублікував оновлене видання з повним коментарем у 1965 .

## Розділ територій
Згідно з умовами договору, території Візантійської імперії були розділені на три частини — на користь «божиєю волею Дожа та Венеційської комуни» (pars domini Ducis et communis Venetiae), на користь Латинської імперії (pars dominie imperatoris) і на користь решти хрестоносців — «пілігримів» (pars Peregrinorum).
Кілька областей залишилися поза межами розділу. З візантійських земель в Європі ув угоді відсутні території Македонії і Західної Фракії, межиріччя Мариці і Вардара, а також північно-східний Пелопоннес, Беотія і центральна Евбея. Це були землі, призначені Боніфацію Монферратському і, таким чином, очевидно, виключені із загального поділу. Цей факт також допомагає визначити найранішиі можливі строки укладення угоди про Розподіл візантійських земель (термін post quem), а саме 16 травня 1204 р., коли було укладено договір між Боніфацієм і Балдуїном Фландрським про заснування Фессалонікського королівства.
Як зазначає Закітінос, територіальний поділ в Малій Азії, відображений у Partitio та в Хризобулі 1198 року є набагато консервативнішим і набагато ближче нагадує «традиційну» структуру візантійських фем, ніж у європейських провінціях. З іншого боку, два документи значно відрізняються за обсягом території, яку вони згадують: Хризобулл 1198 року містить центральну та північну частини західної Малої Азії, а також південне узбережжя з Атталеєю, Кілікією та навіть Антіохією, тоді як у Partitio включає узбережжя Чорного моря від Пафлагонії до Паври.

### Уявлення про адміністративний поділ Візантії
Оскільки поділ був заснований на нині загублених документах та податкових регістрах візантійської імперської канцелярії, а також на хризобулі Алексія III 1198 року, угода Partitio Romaniae є важливим документом, що говорить про адміністративний поділ Візантійської імперії та маєтки різних візантійських магнатських сімей станом на 1203 рік.

## Значення

### Фрагментація грецького світу
Поділ Візантії хрестоносцями започаткував період історії Греції, відомий як Франкократія або Латинократія («франкське/латинське правління»), де католицька західноєвропейська знать, переважно з Франції та Італії, заснувала держави на колишній візантійській території та правила переважно православними місцевими візантійськими греками. Положення розділу Романії не були повністю виконані; великі частини територій колишньої Візантійської імперії потрапила не під контроль хрестоносців, що захопили столицю, а під управління місцевої візантійської грецької знаті, яка заснувала декілька візантійських держав-наступників: Епірський деспотат, Нікейську та Трапезундську імперії, що ворогували як між собою, так і з хрестоносцями. Сама Латинська імперія, що складалась з території навколо Константинополя, Фракії та Мармурового моря, також була втягнута в катастрофічний конфлікт із могутнім Болгарським царством. Латинське правління найбільш міцно закріпилося і тривало найдовше в Південній Греції (Ахейське князівство та Афінське герцогство), а також на островах Егейського моря, які в переважно перейшли під контроль Венеції.

### Посилення Венеційської республіки
Завдяки договору про розділ і конституційним угодам, які його супроводжували, Венеція стала головною силою в Латинській Романії та ефективною силою, що стояла за Латинською імперією: поставлена в паритетну позицію з імператором і залучена до управління імперією, вона була одночасно здатна переслідувати власні інтереси як суверенна влада незалежно від імператора. Хоча барони-хрестоносці отримували свої феодальні володіння від латинського імператора і, таким чином, були зобов’язані демонструвати йому вірність і надавати допомогу, на венеційські частини імперії подібні обмеження не накладалися. Це чітко проілюстровано високим титулом, який отримав дож Венеції, починаючи з наступника Дандоло, П’єтро Дзіані: Dominator quartae et midiae partis totius Romaniae («Володар чверті з половиною чверті всієї Румунії»), тоді як місцевий проконсул Венеції, подеста Константинополя, використовував квазіімперський візантійський титул деспотів, щоб підкреслити свою майже рівність з латинським імператором.

## Нотатки
1. ↑  On the meaning of Romania, an ambiguous term, see Wolff, R.L. (1948). Romania: The Latin Empire of Constantinople. Speculum. 23 (1): 1—34. doi:10.2307/2853672. JSTOR 2853672.